# 막시밀리안 마우프

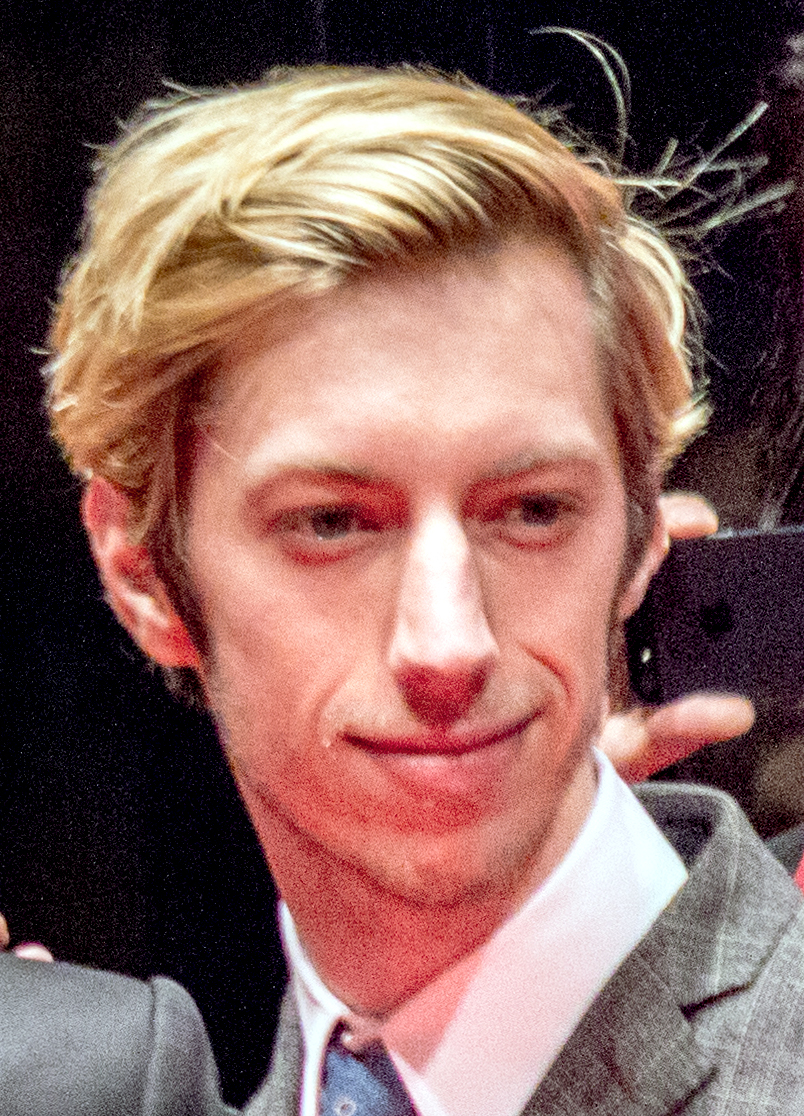

막시밀리안 "막스" 마우프(독일어: Maximilian "Max" Mauff, 1987년 7월 3일 ~ )는 독일의 배우, 성우이다.
베를린에서 태어났다.

## 방송
- 센스8

## 영화
- 클레오 (2019년)
- 디 인비지블스 (2017년)
- 우리가 일으킨 물결 (2016년) - 미카 역
- 조나단 (2016년)
- 빅토리아 (2015년)
- 하나스 레이즈 (2013년)
- 클로즈드 시즌: 욕망의 계절 (2012년) - 브루노 역
- 압수르디스탄 (2008년)
- 더 리더: 책 읽어주는 남자 (2008년) - 루돌프 역
- 니만드 리비트 비치 소 와이 이치 (2006년)
- 컴뱃 세크젠 (2005년)